# Schwestern der Unbefleckten Empfängnis von Saint-Méen-le-Grand
Die Schwestern der Unbefleckten Empfängnis von Saint-Méen-le-Grand (französisch Soeurs de l’Immaculée-Conception de Saint-Méen-le-Grand) sind eine katholische Ordensgemeinschaft, die 1831 in Saint-Méen-le-Grand in der Bretagne gegründet wurde. Es ist eine Kongregation bischöflichen Rechts, die sich der Lehre und der Krankenpflege widmet.

## Geschichte
Die Kongregation wurde am 2. Oktober 1831 von Pélagie Lebreton de Maisonneuve (1789–1874) und Pfarrer Jean-François Corvaisier (1780–1849) gegründet. Ihr ursprüngliches Ziel war die Bildung von Mädchen aus der Mittel- und Oberschicht sowie die Betreuung von Kranken und Armen.
1842 erhielten die Schwestern die Erlaubnis, das Ordensgewand zu tragen. 1849 stellte Bischof Godefroy Brossay-Saint-Marc die Kongregation unter seinen Schutz und ernannte seinen Generalvikar, Pater Maupoint, zum Oberen. Maupoint änderte den Namen der Kongregation in „Schwestern der Unbefleckten Empfängnis“.
Die Kongregation wuchs rasch. Ende des 19. Jahrhunderts unterhielt sie 44 Einrichtungen in der Diözese Rennes und etwa 20 in den Diözesen Quimper, Saint-Brieuc, Vannes und Laval.

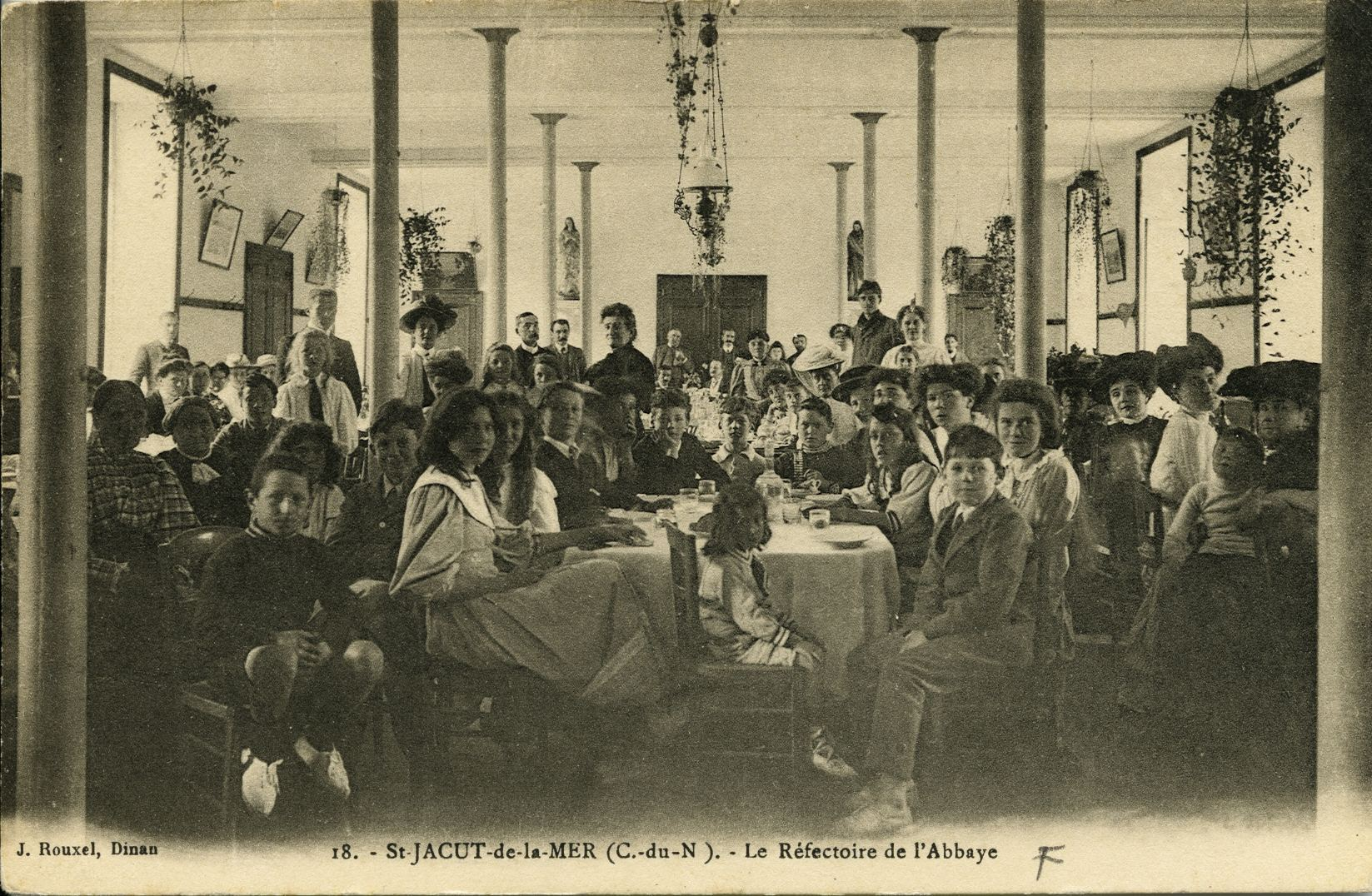
Refektorium der Abtei Saint-Jacut auf einer Postkarte um 1910

1871 erwarb die Kongregation die Abtei Saint-Jacut, um dort eine Mädchenschule zu gründen. Die Schwestern waren in zahlreichen Gemeinden der Bretagne tätig, wo sie kostenlos Kranke pflegten und unterrichteten.
1970 fusionierte die Ordensgemeinschaft mit der Kongregation der Unbefleckten Empfängnis von Buzançais und 2011 mit den Schwestern der Ewigen Anbetung aus Quimper.
Die Kongregation war auch außerhalb Frankreichs tätig. So kamen die Schwestern 1924 nach Jersey und gründeten dort 1951 die Beaulieu Convent School. Im Oktober 2024 kehrten die letzten vier Schwestern nach 94 Jahren Dienst auf der Insel in ihr Mutterhaus in Frankreich zurück.

## Spiritualität und Mission
Die Schwestern der Unbefleckten Empfängnis von Saint-Méen-le-Grand widmen sich der Verbreitung des Evangeliums. Sie engagieren sich in der Erziehung von Kindern und Jugendlichen, in der Kranken- und Altenpflege sowie in der Hilfe für Arme und Ausgegrenzte. Ihr Ziel ist es, christliche Gemeinschaften aufzubauen und zu stärken, die die Botschaft des Evangeliums weitergeben. Besondere Aufmerksamkeit widmet sie der Entwicklung in afrikanischen Ländern.